# Thorsten Cassel
Adam Thorsten Cassel, född den 7 december 1847 i Tranemo socken, Älvsborgs län, död den 1 april 1942 i Stockholm, var en svensk militär. 
Cassel blev underlöjtnant vid Västgötadals regemente 1869 och löjtnant 1879. Han var andre lärare vid Krigsskolan 1877–1880. Cassel blev kapten vid Västgötadals regemente 1888 och major där 1897. Han var ledamot i styrelsen för Enskilda banken i Vänersborg från 1896. Cassel befordrades till överstelöjtnant vid Värmlands regemente 1901 och övergick som sådan till regementets reserv 1903. Han blev riddare av Svärdsorden 1892 och av Vasaorden 1909.